# Trapezicepon thalamitae
Trapezicepon thalamitae là một loài chân đều trong họ Bopyridae. Loài này được Markham miêu tả khoa học năm 1985.